# Sturnia pagodarum
Lo storno bramino (Sturnia pagodarum (J. F. Gmelin, 1789)) è un  uccello passeriforme appartenente alla famiglia degli Sturnidi.
Di solito, vive in coppia o in piccoli stormi, in habitat aperti localizzati nelle pianure del subcontinente indiano.